# Scilla petersii
Scilla petersii är en sparrisväxtart som beskrevs av Adolf Engler. Scilla petersii ingår i släktet blåstjärnesläktet, och familjen sparrisväxter. Inga underarter finns listade i Catalogue of Life.